# Viam

 Viam  (en occitano Viam) es una comuna y población de Francia, en la región de Lemosín, departamento de Corrèze, en el distrito de Ussel y cantón de Bugeat.
Su población en el censo de 2008 era de 116 habitantes.
Está integrada en la Communauté de communes Buget-Sornac-Millevaches au Coeur .

## Demografía
| 150 | 213 | 160 | 141 | 133 | 132 | 116 |
| Para los censos de 1962 a 1999 la población legal corresponde a la población sin duplicidades (Fuente: INSEE [Consultar]) |     |     |     |     |     |     |